# Hiéroglyphe égyptien M24
Pour les articles homonymes, voir Jonc (homonymie).
Le jonc swt sur bouche, en hiéroglyphes égyptiens, est classifié dans la  section M « Arbres et plantes » de la liste de Gardiner ; il y est noté M24.

## Représentation
Il représente la combinaison d'un plant de l'espèce swt, un genre de jonc, de souchet, de scirpe, de laîche, de carex ou autre de la famille des cypéracées (hiéroglyphe M23) planté sur une bouche mi ouverte (hiéroglyphe D21). Il est translittéré rsw ou rsy.

## Utilisation
| M23 |

| M23 |

| D21 |

| D21 |

| M24 | t · w |

| M24 | t · w |

| M24 | t · w |

| M24 | t · w |

| M24 | y · N21 · Z1 |

| M24 | y · N21 · Z1 |

de, Sud »et apparentés.

## Exemples de mots
| M24 | w | O49 |

| M24 | w | O49 |

| M24 | w | P5 |

| M24 | w | P5 |

| M24 | w | T14 | A1 · B1 · Z2 |

| M24 | w | T14 | A1 · B1 · Z2 |